# Alexandre Guilmant

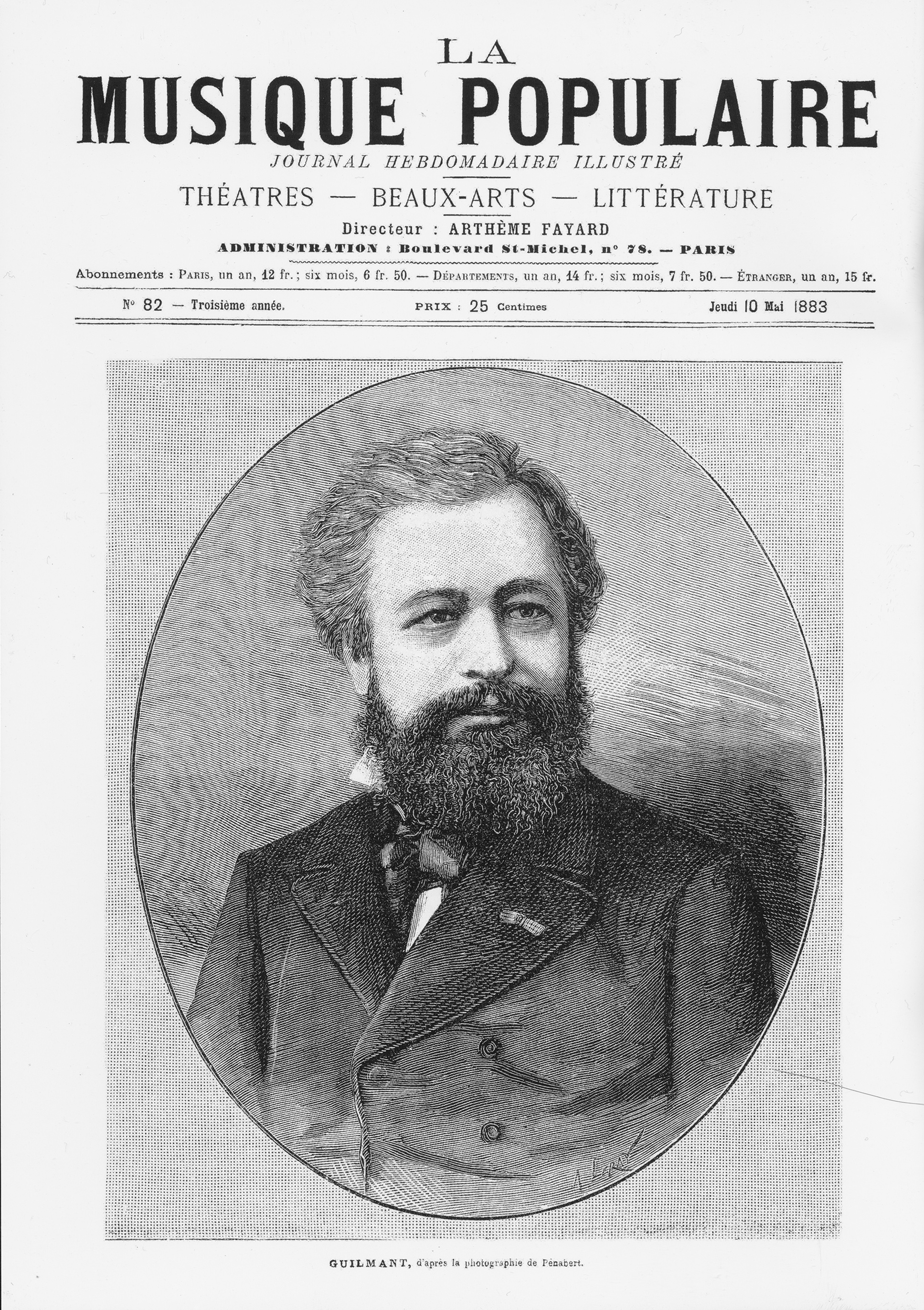

Félix-Alexandre Guilmant (ur. 12 marca 1837 w Boulogne-sur-Mer, zm. 29 marca 1911 w Meudon)  – francuski organista i kompozytor tworzący w stylu neoromantycznym.
Alexandre Guilmant urodził się w Boulogne-sur-Mer. Był uczniem swojego ojca Jeana-Baptiste Guilmanta (1793–1890) organisty w Boulogne-sur-Mer, a później Jacques’a-Nicolasa Lemmensa. Został organistą i nauczycielem w miejscu swojego urodzenia. Ojciec kompozytora dożył sędziwego wieku 97 lat. W 1871 roku został mianowany organistą w kościele św. Trójcy w Paryżu. Pozycję tę piastował przez 25 lat, po czym rozpoczął karierę jako wirtuoz, koncertując w Europie i Stanach Zjednoczonych . Zmarł w Meudon w 1911 roku.

## Twórczość
Guilmant komponował utwory w szczególności na swój własny instrument, organy. Jego organowy repertuar obejmuje 18 zbiorów Pièces dans différents styles (utwory w różnych stylach), liturgiczne Soixante interludes dans la tonalité grégorienne (60 utworów opartych na chorale gregoriańskim) i 12 zeszytów L’Organiste liturgique („Organista liturgiczny”). Pisał także muzykę kameralną i wokalną.
Należy zwrócić uwagę, że sonaty organowe Guilmanta są w zasadzie symfoniami, biorąc pod uwagę ich budowę i formę. Jego właściwe organowe symfonie to: Légende et Final symphonique d-moll (legenda symfoniczna i finał, opus 71, napisane w 1888 roku) oraz Morceau symphonique a-moll (wyjątek symfoniczny opus 75, napisany w 1892 roku).

## Kompozycje
| Opus | Tytuł                                                                                                   |
| ---- | --- |
| 1    | Ave Verum na chór i organy                                                                              |
| 2    | O Salutaris Hostia na chór i organy                                                                     |
| 3    | Faux-Bourdons – Chant de la Commission de Reims et Cambras                                              |
| 4    | Msza F-dur na chór i organy                                                                             |
| 6    | Pierwsza Msza na 4 głosy, chór i organy                                                                 |
| 7    | Te Deum na chór i organy                                                                                |
| 8    | Quam Dilecta (Psalm 83) na chór i organy                                                                |
| 9    | Messe Brève na chór i organy                                                                            |
| 11   | Troisième Messe Solennelle na chór i organy                                                             |
| 12   | Cinq Litanies en l’honneur de la bienheureuse Vierge Marie à une, deux, trois ou quatre voix            |
| (13) | Échos du mois de Marie - Cantiques à une ou deux voix égales avec accompagnement d’orgue ou d’harmonium |
| 14   | 12 Motetów na chór i organy                                                                             |
| 15   | Pièces dans different styles pour orgue, livraison 1                                                    |
| 16   | Pièces dans different styles pour orgue, livraison 2                                                    |
| 17   | Pièces dans different styles pour orgue, livraison 3                                                    |
| 18   | Pièces dans different styles pour orgue, livraison 4                                                    |
| 19   | Pièces dans different styles pour orgue, livraison 5                                                    |
| 20   | Pièces dans different styles pour orgue, livraison 6                                                    |
| 21   | Kyrie Eleison na chór i organy/orkiestrę                                                                |
| 22   | Prière pour Violoncello et Piano                                                                        |
| 23   | Deux Morceaux pour Harmonium                                                                            |
| 24   | Pièces dans different styles pour orgue, livraison 7                                                    |
| 25   | Pièces dans different styles pour orgue, livraison 8                                                    |
| 26   | Pastorale pour Harmonium et Piano duo                                                                   |
| 27   | Prière et Berceuse pour Harmonium                                                                       |
| 28   | Canzonetta pour Harmonium                                                                               |
| 29   | Fughetta de Concert pour Harmonium                                                                      |
| 30   | Aspiration Religieuse pour Harmonium                                                                    |
| 31   | Scherzo pour Harmonium                                                                                  |
| 32   | Deux Pièces pour Harmonium                                                                              |
| 33   | Pièces dans different styles pour orgue, livraison 9                                                    |
| 34   | Marche Triomphale pour Harmonium et Piano duo                                                           |
| 35   | Mazurka de Salon pour Harmonium                                                                         |
| 36   | Scherzo Capriccioso pour Harmonium et Piano duo                                                         |
| 37   | O Salutaris pour Basse ou Baryton et Orgue                                                              |
| 38   | Idylle pour Piano                                                                                       |
| 39   | l’Organiste Pratique pour Harmonium, livraison 1                                                        |
| 40   | Pièces dans different styles pour orgue, livraison 10                                                   |
| 41   | l’Organiste Pratique pour Harmonium, livraison 2                                                        |
| 42   | Sonate no.1/Symphonie no.1 pour Orgue (et Orchestre)                                                    |
| 43   | Fantaisie sur deux Mélodie Anglaises pour Orgue                                                         |
| 44   | Pièces dans different styles pour orgue, livraison 11                                                   |
| 45   | Pièces dans different styles pour orgue, livraison 12                                                   |
| 46   | l’Organiste Pratique pour Harmonium, livraison 3                                                        |
| 47   | l’Organiste Pratique pour Harmonium, livraison 4                                                        |
| 48   | Six petites pièces pour Piano réunies                                                                   |
| 49   | l’Organiste Pratique pour Harmonium, livraison 5                                                        |
| 50   | l’Organiste Pratique pour Harmonium, livraison 6 Seconde Sonate pour Grand Orgue                        |
| 51   | Balthazar: Scène Lyrique                                                                                |
| 52   | l’Organiste Pratique pour Harmonium, livraison 7                                                        |
| 53   | Symphonie-Cantate Ariane                                                                                |
| 54   | Cantate en l’honneur de Frédéric Sauvage pour Choeur et Orchestre                                       |
| 55   | l’Organiste Pratique pour Harmonium, livraison 8                                                        |
| 56   | l’Organiste Pratique pour Harmonium, livraison 9 Troisième Sonate pour Grand Orgue                      |
| 57   | l’Organiste Pratique pour Harmonium, livraison 10                                                       |
| 58   | l’Organiste Pratique pour Harmonium, livraison 11                                                       |
| 59   | l’Organiste Pratique pour Harmonium, livraison 12                                                       |
| 60   | Noëls pour Harmonium ou Orgue (4 livraisons)                                                            |
| 61   | Quatrième Sonate pour Harmonium ou Grand Orgue                                                          |
| 62   | Couronnement de Notre-Dame de Boulogne-sur-Mèr pour Choeur et Orchestre                                 |
| 63   | Méditation sur le Stabat Mater pour Orgue et Orchestre                                                  |
| 64   | Christus Vincit pour Choeur et Orgue                                                                    |
| 65   | l’Organiste Liturgiste pour Orgue ou Harmonium (10 livraisons)                                          |
| 66   | Ecce Panis pour Choeur et Orgue                                                                         |
| 67   | Deux Romances sans Paroles pour Violoncello ou Violon et Piano                                          |
| 68   | 60 Interludes dans la tonalité Grégorienne pour Orgue ou Harmonium                                      |
| 69   | Pièces dans different styles pour orgue, livraison 13                                                   |
| 70   | Pièces dans different styles pour orgue, livraison 14                                                   |
| 71   | Pièces dans different styles pour orgue, livraison 15                                                   |
| 72   | Pièces dans different styles pour orgue, livraison 16                                                   |
| 73   | Pie Jesu pour Baryton et Choeur                                                                         |
| 74   | Pièces dans different styles pour orgue, livraison 17                                                   |
| 75   | Pièces dans different styles pour orgue, livraison 18                                                   |
| 77   | Sept pieces for organ                                                                                   |
| 78   | Berceuse (Elegie) pour Flute et Piano                                                                   |
| 79   | Berceuse pour Flute ou Violon et Piano                                                                  |
| 80   | Sonate no.5 pour Grand Orgue                                                                            |
| 81   | Allegro pour Orgue et Orchestre                                                                         |
| 82   | Two pieces for organ                                                                                    |
| 83   | Final alla Schumann pour Orgue et Orchestre                                                             |
| 84   | Grand Choeur en forme de Marche pour Grand Orgue                                                        |
| 85   | Romance sans Paroles pour Flute et Piano                                                                |
| 86   | Sonate no.6 pour Grand Orgue                                                                            |
| 87   | Offertoire sur le commun des confesseurs non pontifes                                                   |
| 88   | Morceau Symphonique pour Trombone et Piano                                                              |
| 89   | Sonate no.7 (Suite) pour Grand Orgue                                                                    |
| 90   | 18 Pièces Nouvelles pour Orgue (7 livraisons)                                                           |
| 91   | Sonate no.8/Symphony no.2 pour Grand Orgue/Orgue et Orchestre                                           |
| 92   | Voluntary for the Organ                                                                                 |
| 93   | Chorals et Noëls pour Orgue                                                                             |
| 94   | Trois Oraisons pour Orgue                                                                               |